# Lennox Sebe
Lennox Leslie Wongama Sebe (* 26. Juli 1926 in Belstone bei King William’s Town; † 23. Juli 1994) war ein südafrikanischer Politiker. Er war der erste Präsident des Homelands Ciskei.

## Leben
Sebe erwarb sein Matric am Lovedale College. Er wurde zum Lehrer ausgebildet und erwarb ein Diplom in Agrarwissenschaften. Er wurde als Lehrer angestellt, bevor er 1954 Schulinspekteur wurde. 1968 wählte man ihn in die Ciskeian Territorial Authority (etwa „Territorialbehörde der Ciskei“), wo er erst für Erziehungsfragen und ab 1971 für das Ressort Landwirtschaft zuständig war. Er gründete die Ciskei National Independence Party, die für die Unabhängigkeit der Ciskei von Südafrika eintrat. Nach der Wahl 1973 folgte er durch eine knapp gewonnene Abstimmung Chief Justice Mabandla im Amt als Chief Minister der Ciskei. Innerparteiliche Gegner ließ er aus der Partei ausschließen.
Am 4. Dezember 1981 wurde der Ciskei von Südafrika die formale Unabhängigkeit gewährt. Sebe wurde Präsident; 1983 ernannte ihn das Parlament zum „Präsidenten auf Lebenszeit“. Er regierte diktatorisch und ließ Proteste von der rund 1000 Mann starken Ciskei Defence Force (CDF) niederschlagen. Insbesondere unterdrückte er die Gewerkschaften. Sein Halbbruder, Lieutenant General Charles Sebe, Leiter des Geheimdienstes der Ciskei, versuchte 1983 vergeblich, Lennox Sebe zu stürzen, und kam ins Gefängnis. 1986 wurde er von Söldnern im Auftrag der Regierung der Transkei befreit. Lennox Sebes Sohn Kwane wurde fast zeitgleich entführt und ebenso wie Charles Sebe in die Transkei gebracht. Der Präsident musste im Austausch für seinen Sohn zahlreiche politische Gefangene freilassen.
Sebe besuchte häufig Israel, wo er eine Handelsfirma in Tel Aviv mitgründete, die von zwei Israeli mit Bezug zur Gusch-Emunim-Bewegung von Siedlern im Westjordanland geführt wurden. Die Hauptstadt der Ciskei, Bisho, schloss 1984 eine Städtepartnerschaft mit der jüdischen Siedlung Ariel im Westjordanland. Im selben Jahr waren 60 israelische Unternehmer in der Ciskei tätig und zehn israelische Firmen in Betrieb; Israelis beteiligten sich auch am Training der CDF.
Am 4. März 1990 wurde Sebe während eines Besuches in Hongkong durch einen Militärputsch von Brigadier Oupa Gqozo gestürzt. Sebe wurde Korruption und Verstöße gegen die Menschenrechte vorgeworfen.

## Ehrungen
- 1979 erhielt Sebe die Ehrendoktorwürde der University of Fort Hare.[1]